# Hauptverein Dresdner Sport-Club 1898 e.V.
Hauptverein Dresdner Sport-Club 1898 e.V. é uma agremiação esportiva alemã, fundada a 30 de abril de 1898, sediada em Dresden, na Saxônia. Além do futebol, o clube comporta várias seções, entre outras, de atletismo, ciclismo, ginástica, halterofilismo, natação, salto ornamental e vôlei masculino e feminino.

## História

### Dresdner SC (1898-1945)
Em janeiro de 1900, o Dresdner SC 1898 foi um dos fundadores da Federação Alemã de Futebol (DFB). Esse clube, de história longa e rica, conheceu diferentes períodos. Uma inatividade entre 1950 e 1966 no futebol permitiu ao SC Einheit Dresden que fosse indiretamente o seu herdeiro.
O Dresdner SC foi criado em um restaurante do hotel Stadt Coblenz. Foi considerado como o sucessor do Dresden English FC, um dos pioneiros do futebol alemão.
O clube que criou ao longo do tempo vários departamentos de esportes diferentes ganhou uma bonita reputação nos anos 1920 e 1930. O atleta Rudolf Harbig estabeleceu seis recordes mundiais. As equipes masculinas de futebol e de hockey no gelo, assim como as mulheres do Handebol se puseram em evidência.
A partir de 1933, o Dresdner SC evoluiu na Gauliga Sachsen, uma das dezesseis ligas de nível máximo criadas por ordem dos nazistas. O clube conquista seis vezes essa liga e foi vice-campeão por três ocasiões durante as temporadas de sua existência. Em 1940 e 1941, o vence a Tschammer Pokal, a ancestral da DFB Pokal, conhecida como Copa da Alemanha.
Em 1945, o clube foi dissolvido pelas tropas de ocupação aliadas. Alguns antigos membros do clube reconstituíram a Sportgemeinschaft Friedrichstadt ou SG Friedrichstadt, conhecida apenas como SG Dresden-Friedrichstadt.

### Era na República Democrática Alemã

#### SG Dresden-Friedrichstadt
Três das nações aliadas vitoriosas França, Reino Unido, Estados Unidos produziram a constituição da Alemanha Ocidental (RFA), a quarta potência, a URSS, ficou com o controle da parte oriental do país, criando a RDA, em outubro de 1949.
No fim da Segunda Guerra Mundial, em 1958, toda a atividade esportiva da Alemanha Oriental foi gerenciada pela Gestal dos Clubes Esportivos da RDA, a Deutschen Sportauschusses. A partir de 1950, os clubes se tornaram Betriebsportgemeinschaft (BSG), ou comunidades esportivas de empresas ou corporativas. 
As entidades que recusaram se adequar as diretivas e os princípios de gestão foram simplesmente dissolvidas. Esse foi o caso do SG Dresden-Friedrichstadt.
O clube havia terminado a temporada 1949-1950 como vice-campeão, perdendo em casa por 5 a 1, em 16 de abril de 1950, diante de 60 mil espectadores. O adversário era o ZSG Horst Zwickau. Durante a partida, muitas decisões da arbitragem mudaram o andamento do jogo, ainda que esportivamente, o Zwickau tenha se mostrado superior.  Após o apito final, os torcedores de Dresden manifestaram seu descontentamento. Violentos ataques tiveram que ser contidos pela polícia. Apesar das suspeitas, nunca apareceu um certificado de que a partida tenha sido manipulada. Contudo, é certo que o sucesso do "clube socialista" ZSG Horts contra um simples time de futebol foi comemorado pelos membros do SED, o partido único no poder. Manfred Ewald, na época, chefe do departamento de futebol do Deutschen Sportausschuss, comentou a decisão desse comitê da maneira seguinte: "Nós nos felicitamos particularmente pelos atletas da sociedade de empresas do estado que nos trouxeram a vitória... Os motins e provocações que ocorreram apenas nos confirmaram as intenções de criarmos e implementarmos equipes esportivas corporativas."
As consequências práticas dessa frase foram muito simples. O SG Dresden-Friedrichstadt foi dissolvido e seus membros foram incorporados ao VVB Tabak Dresden, desde o mês de maio de 1950. Ainda foi disputado um amistoso em maio de 1950, quando dois jogadores da equipe vice-campeã ainda estava presentes. Em protesto a essas medidas, onze jogadores deixaram a República Democrática Alemã e assinaram contratos profissionais na Alemanha Ocidental, sobretudo com o Hertha Berlim. Entre os jogadores que optaram pelo exílio, Helmut Schön, chegou a integrar posteriormente a seleção nacional.
A vaga na DDR-Oberliga seria ocupada pelo VVB Tabak Dresden, mas em razão do êxodo de atletas jovens, os dirigentes arbitrariamente colocaram no mais alto posto um clube recentemente criado, o SG Volkspolizei Dresden.

## Títulos
| NACIONAIS | NACIONAIS         | NACIONAIS | NACIONAIS   |
|           | Competição        | Títulos   | Temporadas  |
| --------- | ----------------- | --------- | ----------- |
|           | Campeonato Alemão | 2         | 1943 e 1944 |
|           | Copa da Alemanha  | 2         | 1940 e 1941 |

 Campeão invicto
Outras Conquistas
- Campeão da Gauliga Sachsen: 1934, 1939, 1940, 1941, 1943, 1944;
- Vice-campeão da Gauliga Sachsen: 1935, 1936, 1942;
- Vice-campeão Alemão Oriental: 1950;
- Campeão da DDR-Liga, Grupe D: 1978;
- Vice-campeão da DDR-Liga, Grupe D: 1972, 1975, 1977;
- Vice-campeão da Bezirksliga Dresden: 1987;
- Campeão da Bezirksliga: 1991;
- Campeão da Landesliga Sachsen: 1992;
- Campeão da Oberliga Nordost Süd: 1998;
- Vice-campeão da Oberliga Nord-Est-Sud: 1997;